# Martin Edward Trench

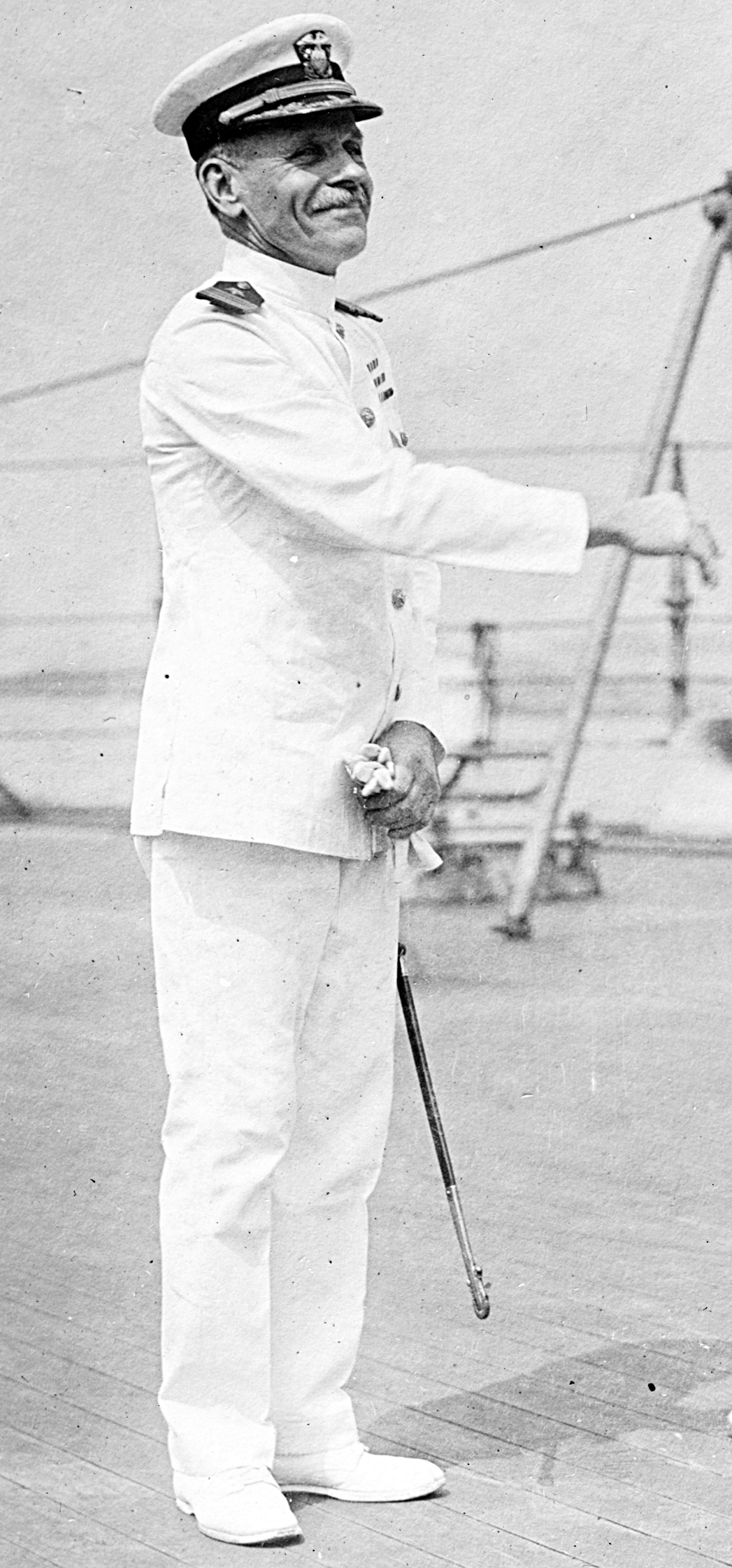
Martin Edward Trench

Martin Edward Trench (* 30. November 1869 in Dennison,  Minnesota; † 6. Januar 1927 in Worcester, Massachusetts) war ein US-amerikanischer Marineoffizier. Zwischen 1925 und 1927 war er Militärgouverneur der Amerikanischen Jungferninseln.

## Werdegang
Im Jahr 1893 absolvierte Martin Trench die United States Naval Academy in Annapolis (Maryland). Anschließend begann er eine lebenslange Laufbahn als Offizier der US Navy. Er nahm sowohl am Spanisch-Amerikanischen Krieg von 1898 als auch am Ersten Weltkrieg teil. Während dieses Krieges kommandierte er den Kreuzer USS Charleston.
Am 12. September wurde Trench als Nachfolger von Philip Williams in sein Amt als Militärgouverneur der Jungferninseln eingeführt. Dieses Amt konnte er bis zu seinem Tod am 6. Januar 1927 in Worcester ausüben. Dort hatte er seinen Weihnachtsurlaub verbracht. Er wurde auf dem Nationalfriedhof Arlington in Virginia beigesetzt.